# Kaliwuluh (Kepil)
Kaliwuluh is een bestuurslaag in het regentschap Wonosobo van de provincie Midden-Java, Indonesië. Kaliwuluh telt 3187 inwoners (volkstelling 2010).